# Noda (empresa)
A Noda é uma plataforma global de sistema bancário aberto criada em fevereiro de 2020 em Londres, no Reino Unido, por Lasma Kuhtarska e Igor Loktev. A empresa especializa-se na otimização de operações comerciais online. A plataforma tem parcerias com 2000+ bancos em 28 países e acima de 30 000 agências bancárias a nível mundial.

## Historial
A Noda foi criada por Lasma Kuhtarska e Igor Loktev em fevereiro de 2020 em Londres, no Reino Unido. No ano seguinte, em abril de 2021, a empresa lançou a versão beta dos seus pagamentos por sistema bancário aberto. Em julho de 2022, a Noda associou-se à maioria dos bancos da UE e do Reino Unido. Em outubro de 2022, foram lançados os pagamentos B2C. Em fevereiro de 2023, a Noda estabeleceu uma parceria com a Wargaming, uma empresa editora de jogos multiplataforma, para lançar pagamentos instantâneos por sistema bancário aberto para os seus jogos.
4 de outubro de 2023, a Noda estabeleceu uma parceria com a Tickets Travel Network, uma empresa de distribuição de viagens na região da EMEA (Europa, Médio Oriente e África). Em dezembro de 2023, foram lançados novos serviços, incluindo Serviços de Dados AIS e Links de Pagamento gerados por IA. Em fevereiro de 2024, a Noda introduziu a verificação de identidade e medidas antifraude avançadas.
Em maio de 2024, expandiu as suas operações para o Canadá, Austrália e o Brasil, abrindo empresas nos países em causa. No final de 2024, a Noda lançou sua plataforma de orquestração Pay & Go, com o objetivo de simplificar o registro, os processos de Conheça Seu Cliente (KYC) e o manuseio de pagamentos para empresas e seus clientes.     
Em janeiro de 2025, a Noda lançou páginas de pagamento com IA voltadas para criadores de conteúdo e pequenas e médias empresas (PMEs), permitindo a criação de interfaces de pagamento personalizadas sem necessidade de conhecimento técnico avançado.    
Em março de 2025, a Noda introduziu um serviço de pagamento por código QR para estabelecimentos offline no Reino Unido, possibilitando que os comerciantes aceitem pagamentos de conta a conta sem a necessidade de terminais de cartão tradicionais.     
Em abril de 2025, a empresa registrou sua marca na União Europeia para aprimorar a proteção da marca nos Estados-membros.
Em junho de 2025, a Noda fez parceria com a plataforma de faturamento lituana Invoice123 para expandir seus serviços de pagamento em tempo real para pequenas empresas. Ao mesmo tempo, a empresa também lançou o Noda Prime, uma solução projetada para apoiar streamers a receber doações com taxas mais baixas e interação aprimorada com o público.

## Atividades
A Noda oferece uma API de sistema bancário aberto para empresas online integrarem pagamentos bancários diretos, focando-se em serviços comerciais como KYC, processamento de pagamentos, previsão do valor do tempo de vida e otimização UX. Os seus mercados-chave são a UE, o Reino Unido, o Canadá, a Austrália e o Brasil.
Tem parcerias com 2000+ bancos em 28 países, acedendo a mais de 30 000 agências bancárias a nível mundial.
A Noda opera através de 10 entidades jurídicas na Letónia, Polónia, Lituânia, Malta, Chipre, Espanha, Brasil, Austrália e Canadá. A sua sede, Naudapay Limited, está localizada em Londres, no Reino Unido.